# Adam von Dobschütz

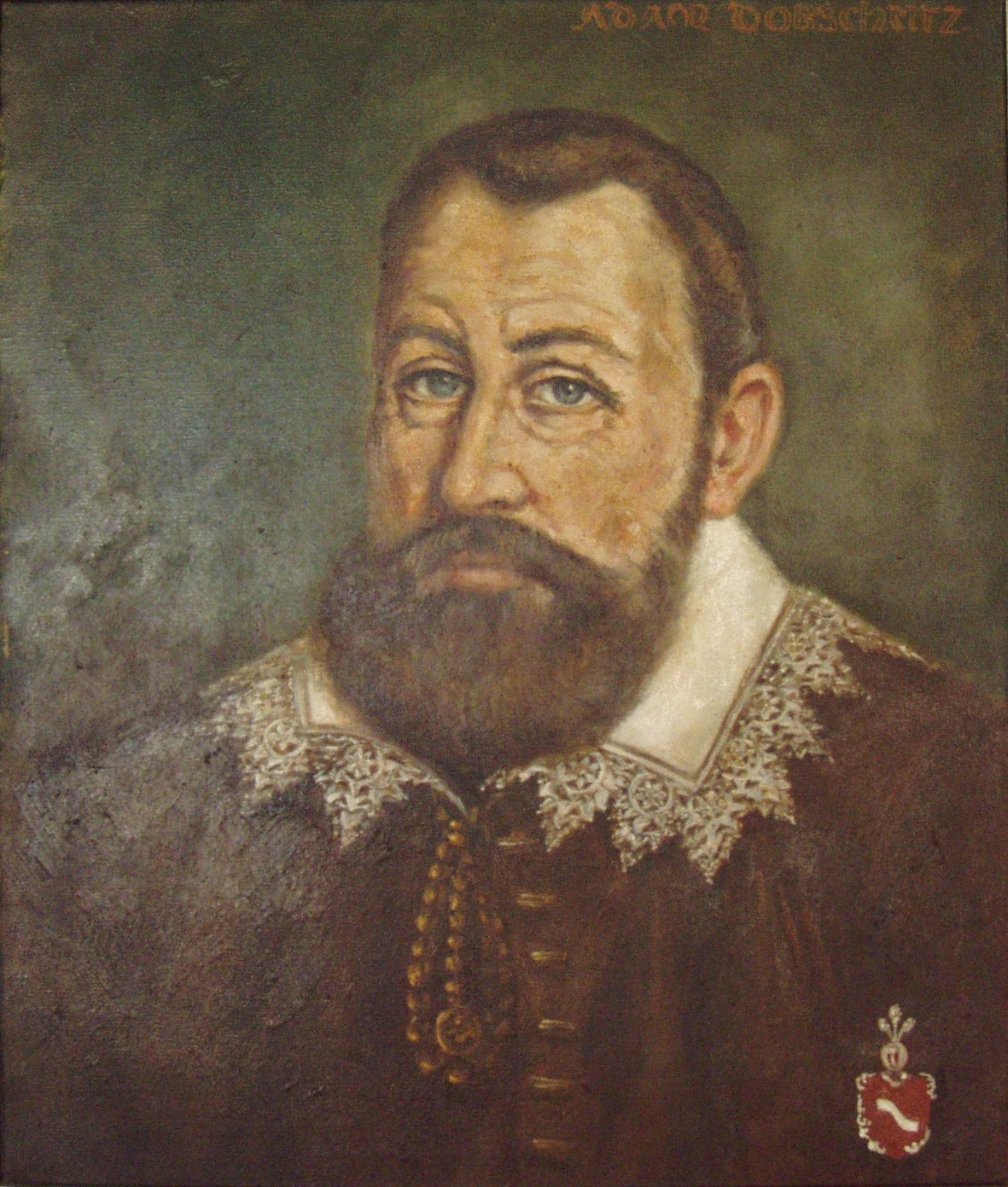
Adam von Dobschütz, Landeshauptmann (Ölgemälde in Familienbesitz)

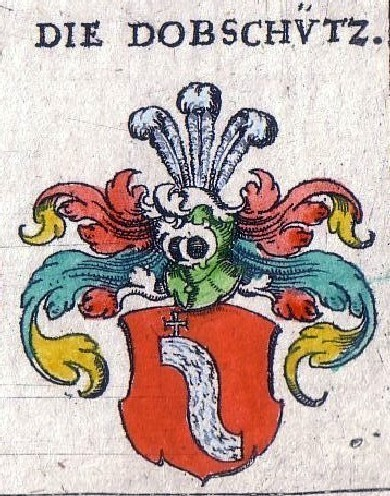
Das Wappen der Familie von Dobschütz (Weigel’sches Wappenbuch von 1734, handkoloriert)

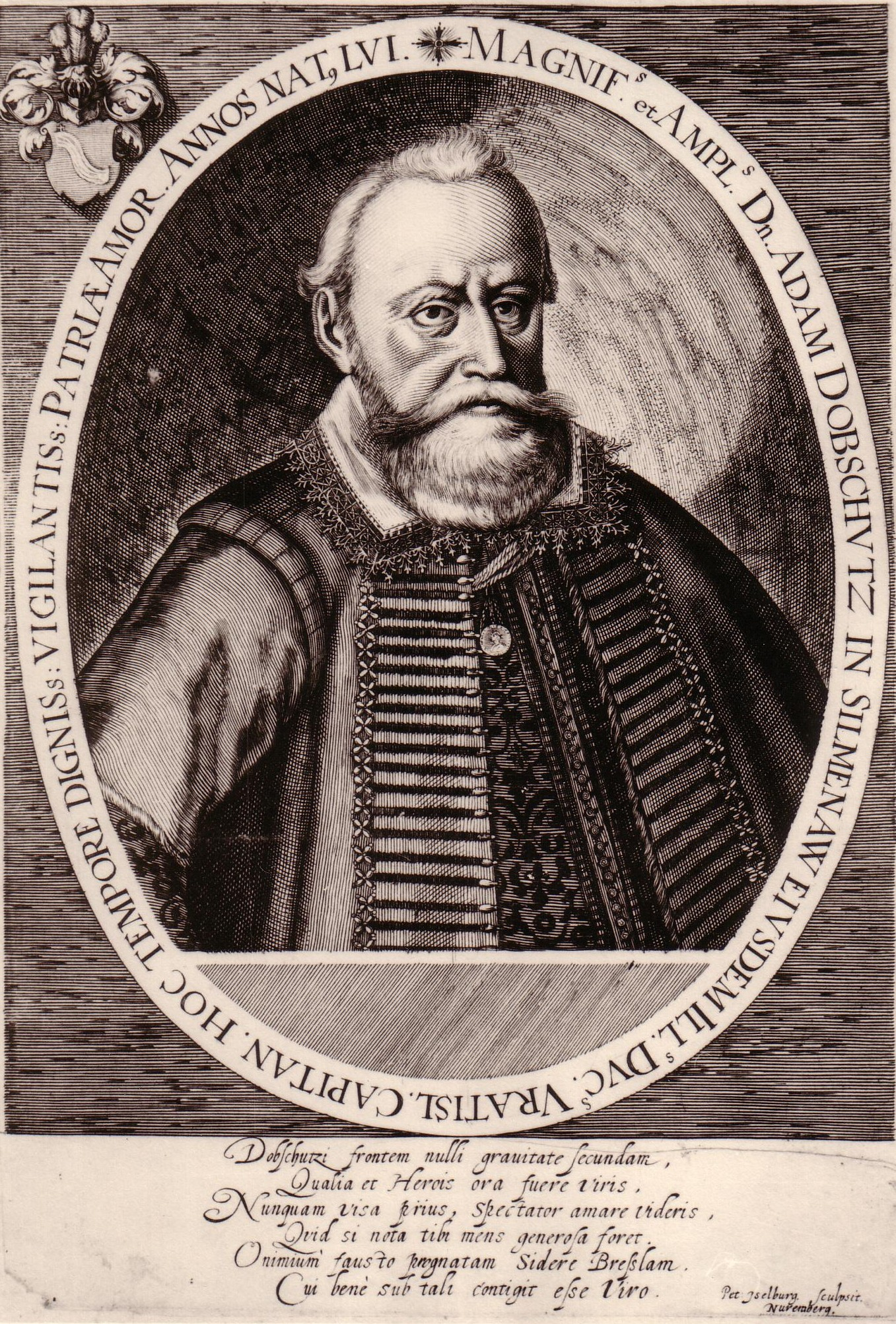
Adam von Dobschütz mit 56 Jahren im Jahr 1614 (Kupferstich von Peter Isselburg, Nürnberg); Original-Kupferplatte in der Bibliothek (Grafiksammlung) der Universität Breslau

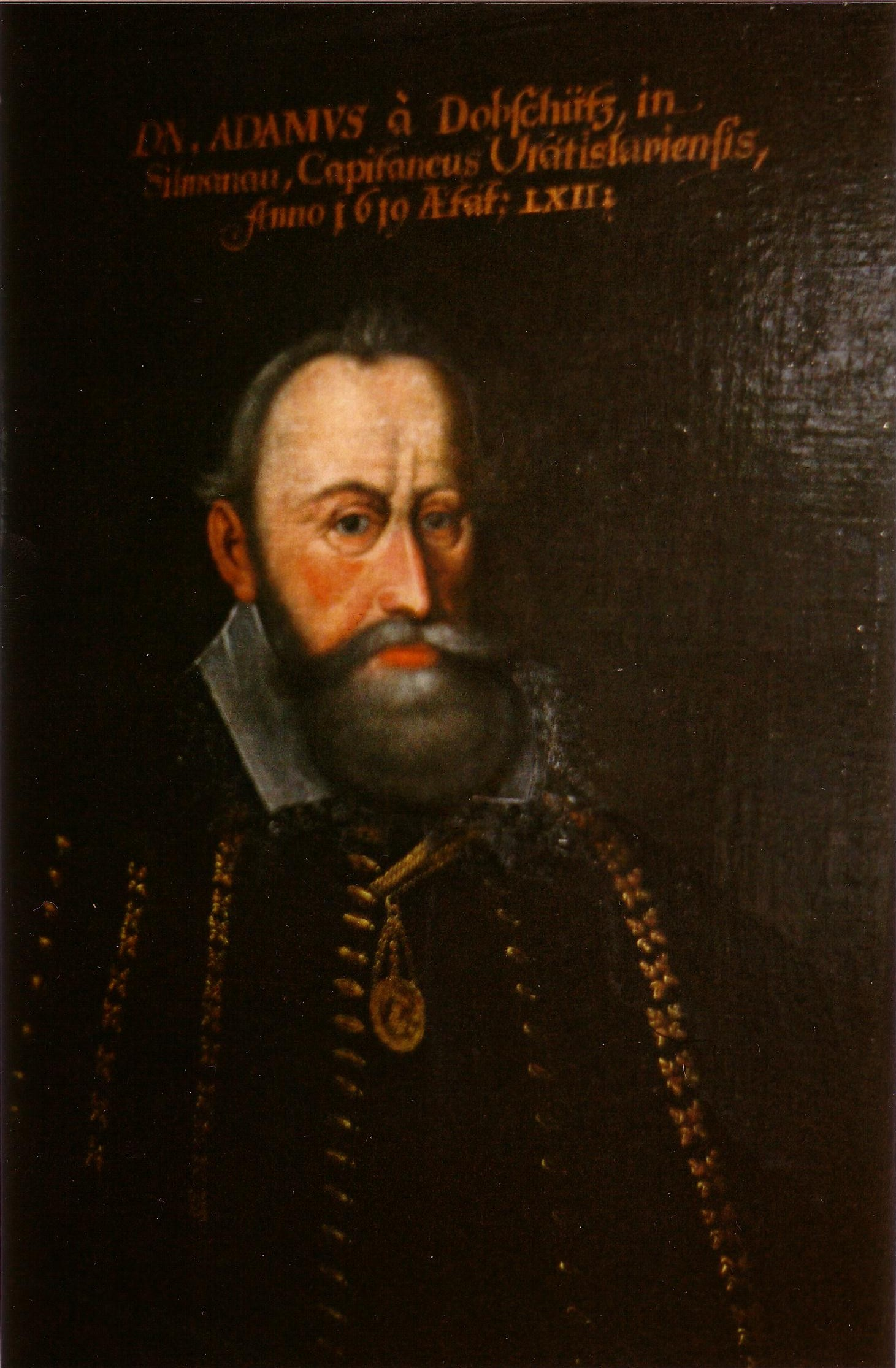
Adam von Dobschütz im 62. Lebensjahr im Jahr 1619 (Piasten-Museum zu Brieg)

Adam von Dobschütz (* 18. Oktober 1558 in Breslau; † 6. Dezember 1624 ebenda) war 1587–1624 Ratsherr und Ratsältester von Breslau sowie von 1607 bis 1624 Landeshauptmann des böhmischen Erbfürstentums Breslau. Zudem war er Königlicher Mann und von 1591 bis 1624 Kellerherr des Schweidnitzer Kellers.

## Herkunft und Familie
Adam von Dobschütz entstammte dem schlesischen Adelsgeschlecht Dobschütz. Seine Eltern waren der Gutsbesitzer, Kaufmann und Landschöffe Nikolaus von Dobschütz († 1583) auf Polnisch Gandau und Jäschgüttel bei Kanth und Margarethe Bache von Perschütz (1531–1600).
Am 2. Mai 1580 heiratete Dobschütz in der Maria-Magdalena-Kirche in Breslau in erster Ehe die wesentlich ältere, schon seit 20 Jahren verwitwete Hedwig von Bank (* um 1540 in Breslau; † 22. Dezember 1583 ebenda), die Tochter des Anton von Bank und der Anna von Rhediger; beide Familien waren mächtige Breslauer Ratsgeschlechter. Aus dieser kurzen ersten Ehe entstammt nur Sohn Daniel.
Am 9. Mai 1585 vermählte sich Dobschütz in Breslau in zweiter Ehe mit Rosina von Hessler und Waldau (* 1569, † 26. November 1625 in Breslau), einer Tochter des Hans von Hessler und der Adelheid von Schnitter. Dieser Ehe entstammen fünf Söhne und vier Töchter, darunter Hans Georg von Dobschütz (* 1589), der ab 1626 bis zu seinem Tod 1635 ebenfalls Ratsherr von Breslau war. 
Sein jüngerer Bruder ist der Kaufmann Bartholomäus von Dobschütz (1568–1637), Hauptmann des Weichbildes Namslau.
Sein direkter Nachkomme ist Karl Ernst von Dobschütz (1753–1806), der den seit über 200 Jahren und in der sechsten Generation betriebenen Familiensitz Sillmenau im Jahr 1785 verkaufte und 1806 wegen Falschmünzerei vor den Toren Prags gehängt wurde.

## Leben
Nach dem baldigen Tod seiner ersten Frau Hedwig gelangte Adam von Dobschütz an die Güter Lobetinz und Radaxdorf bei Neumarkt sowie Sillmenau und Gräbschen bei Breslau, die die Verstorbene von ihrem Vater geerbt hatte. Seinem weiteren politischen und beruflichen Aufstieg waren vor allem waren die besonders engen verwandtschaftlichen Beziehungen seiner Schwiegereltern Bank und Rhediger zum Breslauer Patriziat förderlich. Vermutlich deshalb wurde Dobschütz schon als 29-Jähriger am 11. Dezember 1587 in den Rat der Stadt Breslau gewählt, dem er bis 1607 wechselnd als „Schöffe“ oder „Konsul“ angehörte. 1607 stieg er zum Ratsältesten auf, womit auch das Amt des Landeshauptmanns des böhmischen Erbfürstentums Breslau verbunden war. Dieses Amt bekleidete er bis zu seinem Tod im Jahr 1624. Bemerkenswert ist, dass mit Dobschütz ein Angehöriger des alten Gutsbesitzer-Adels in den Breslauer Rat gelangte, der sonst eher mit Breslauer Kaufleuten besetzt wurde. Seit 1591 bis zu seinem Tod war Dobschütz zusätzlich Kellerherr des Schweidnitzer Kellers, der historischen Schankwirtschaft im Breslauer Rathaus; dieses Ehrenamt beinhaltete den Vorstand über die Bewirtschaftung des Ratskellers, die Überwachung des gesamten Breslauer Brauwesens, die Kontrolle des städtischen Brauhauses und des städtischen Malzhauses. Im Jahr 1621 war Dobschütz auch Lieferant der Breslauer Münze. Außerdem war er ein Königlicher Mann.
Als überzeugter Protestant verteidigte Dobschütz im Dreißigjährigen Krieg das Fürstentum Breslau gegen den Kaiser Ferdinand II. von Habsburg und die katholische Kirche. 
Adam von Dobschütz starb am 6. Dezember 1624 in Breslau. Er wurde unter größter Anteilnahme der Bevölkerung am 17. Dezember direkt vor dem Altar der Breslauer Elisabethkirche beigesetzt – in einem „küppernen und hültzernen Sarche“. Nach einer historischen Quelle wurde er hierzu „aus der anderen halben Stadt mit 24 Priestern, 3 Schulen, alles Kirchengeläut, so zur Stadtjurisdiktion gehörig, 24 Kerzen, 16 Fackeln, einer Leichfahne und Leidtrosse abgeholet, von 14 Choralisten über den Ring getragen (die Straße um den Breslauer Marktplatz. Anm. d. Verf.) und in St. Elisabeth vor dem hohen Altar unter diesen Stein mit Litera D in einem doppelten, schwibogeten Sarge in sein Ruhebettlein versetzet und begraben.“
Das herausragende Ansehen seiner Person und seiner Amtsführung wird nicht nur durch diesen Ehrenplatz vor dem Kirchenaltar, sondern auch durch Druck und Veröffentlichung unzähliger Trauergedichte zu seinem Tod deutlich, in denen sein Kampf gegen den Kaiser und den Katholizismus gerühmt werden.

## Aktuelles
Der alte Grabstein ist wahrscheinlich schon seit dem 19. Jahrhundert nicht mehr vorhanden, da der Fußboden in der Kirche St. Elisabeth mehrmals verändert wurde. Doch Dobschütz’ kupferner Sarg wurde nach dem Brand im Jahr 1976 der Krypta vor dem Altar entnommen und ins Nationalmuseum Breslau gebracht. Nach umfassender Sanierung kam er erst 2002 wieder in die Bibliothek der Elisabeth-Kirche zurück (siehe Fotos). Heute (2009) steht der Sarg im Muzeum Miejskie Wrocławia. Dobschütz’ sterbliche Überreste wurden – so die Aussage des Breslauer Historikers und Autors Piotr Oszczanowski (2006, Lit.: Oszczanowski) – nach der Exhumierung im Jahr 1976 in eine der Krypten unter einem Nebenschiff der Kirche umgebettet.
Das offizielle Gemälde aus dem Fürstensaal des Breslauer Rathauses wurde im Zweiten Weltkrieg ausgelagert und blieb seitdem verschollen. Ein anderes Ölbildnis des Adam von Dobschütz aus dem Jahr 1619 ist heute im Piasten-Museum (Muzeum Piastów Sląskich), dem früheren Piasten-Schloss, in Brieg öffentlich ausgestellt (Foto). Vorlage zu diesem Ölporträt war der Stich des Nürnberger Kupferstechers Peter Isselburg (1568–1630) aus dem Jahr 1614 (Foto). Die originale Kupferplatte ist in der Grafiksammlung der Universitätsbibliothek Breslau noch erhalten (Lit.: Oszczanowski+Gromadzki).

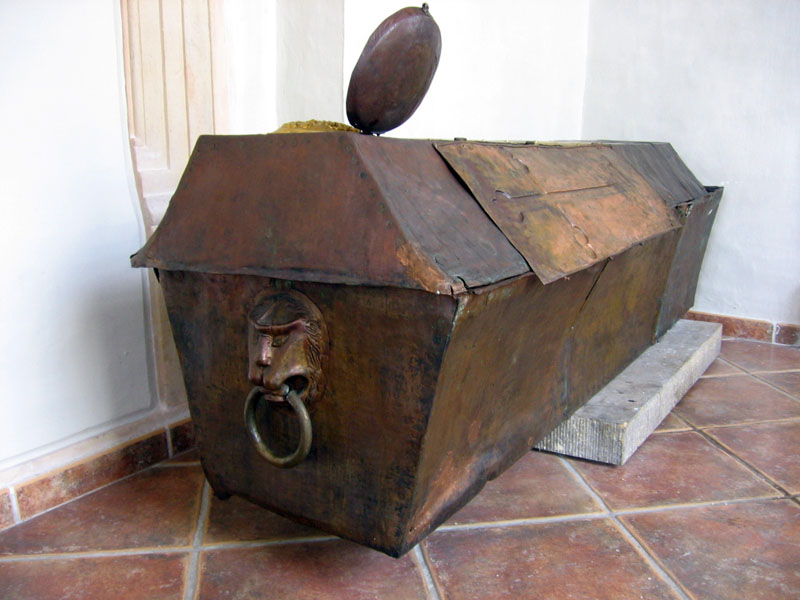
Sarg des Adam von Dobschütz im Jahr 2006 nach der Restaurierung
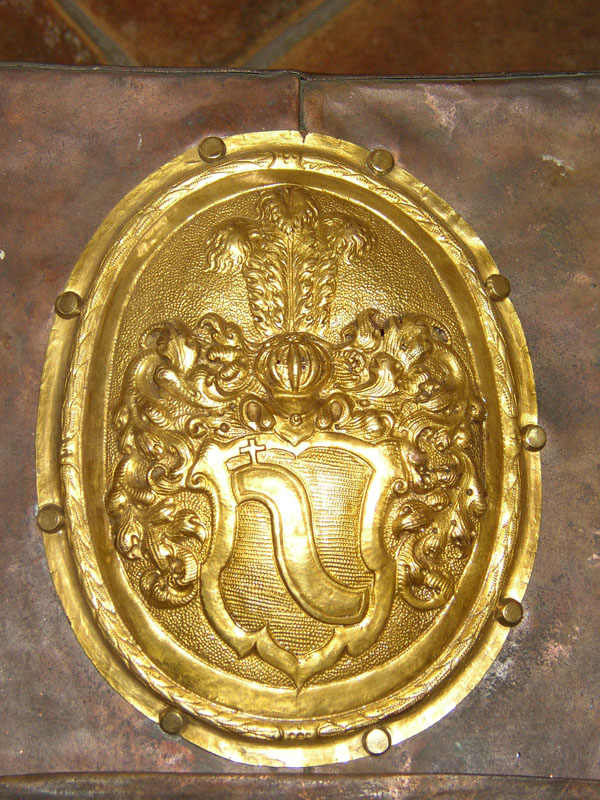
Vergoldetes Dobschütz-Wappen am Kopfende des Sargdeckels
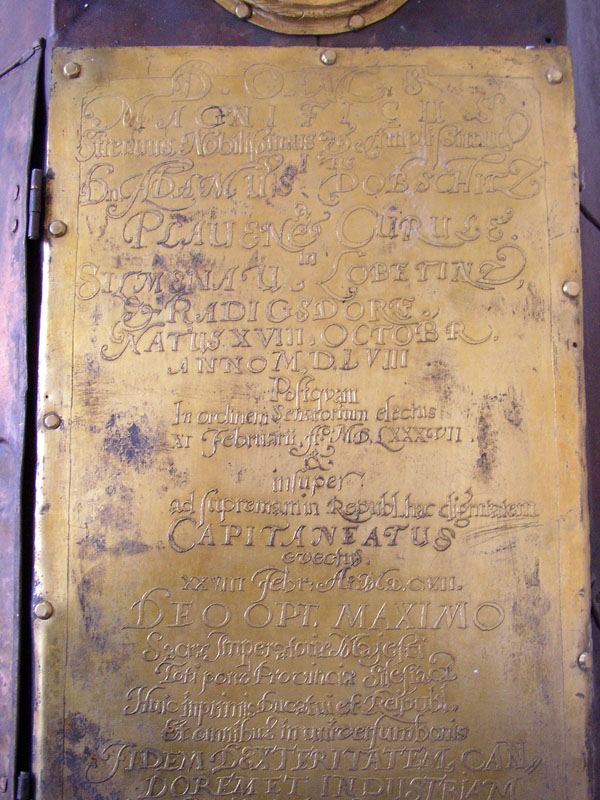
Messing-Platte mit Lebenslauf auf dem Sargdeckel
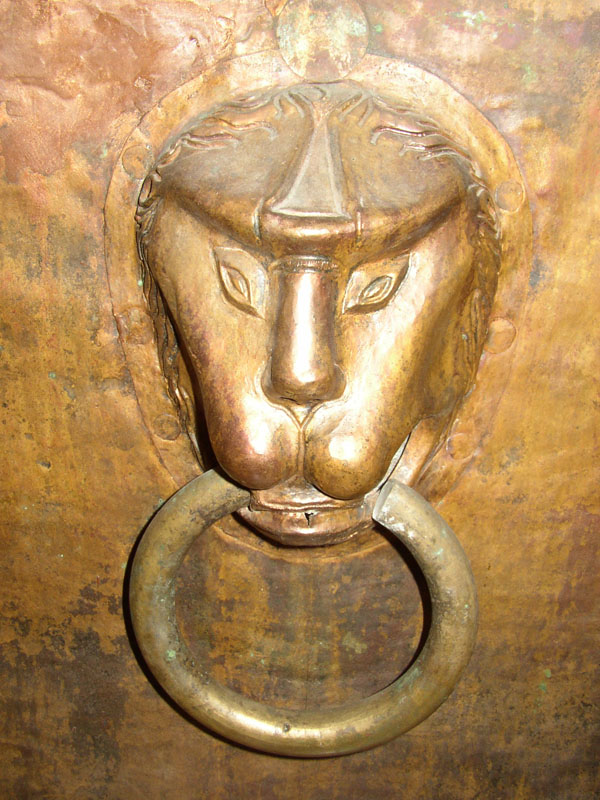
Messing-Haltegriff an Kopf- und Fußende des Sarges

## Literarische Figur
Adam von Dobschütz als Präses des Breslauer Rats und Landeshauptmann des Fürstentums sowie seine (fiktive) Ehefrau Mathilde sind Personen im Trauerspiel „Der Menschengläubige“ von Waldemar von Grumbkow, Xenien-Verlag, Leipzig 1913. Das Stück spielt zu Dobschütz’ Lebzeiten in Breslau im Jahr 1611.
Eine Jungfer Dobschützin, des Bürgermeisters Töchterlein, wird erwähnt in dem Roman „Meister Joachim Pausewang“ von Erwin Guido Kolbenheyer, Verlag Albert Langen/Georg Müller, München 1910; Neudruck: Kolbenheyer-Gesellschaft, 1958, ISBN 3926974400. In der Handlung geht es um den Philosophen Jakob Böhme (1575–1624) und seine Zeit.

## Literatur

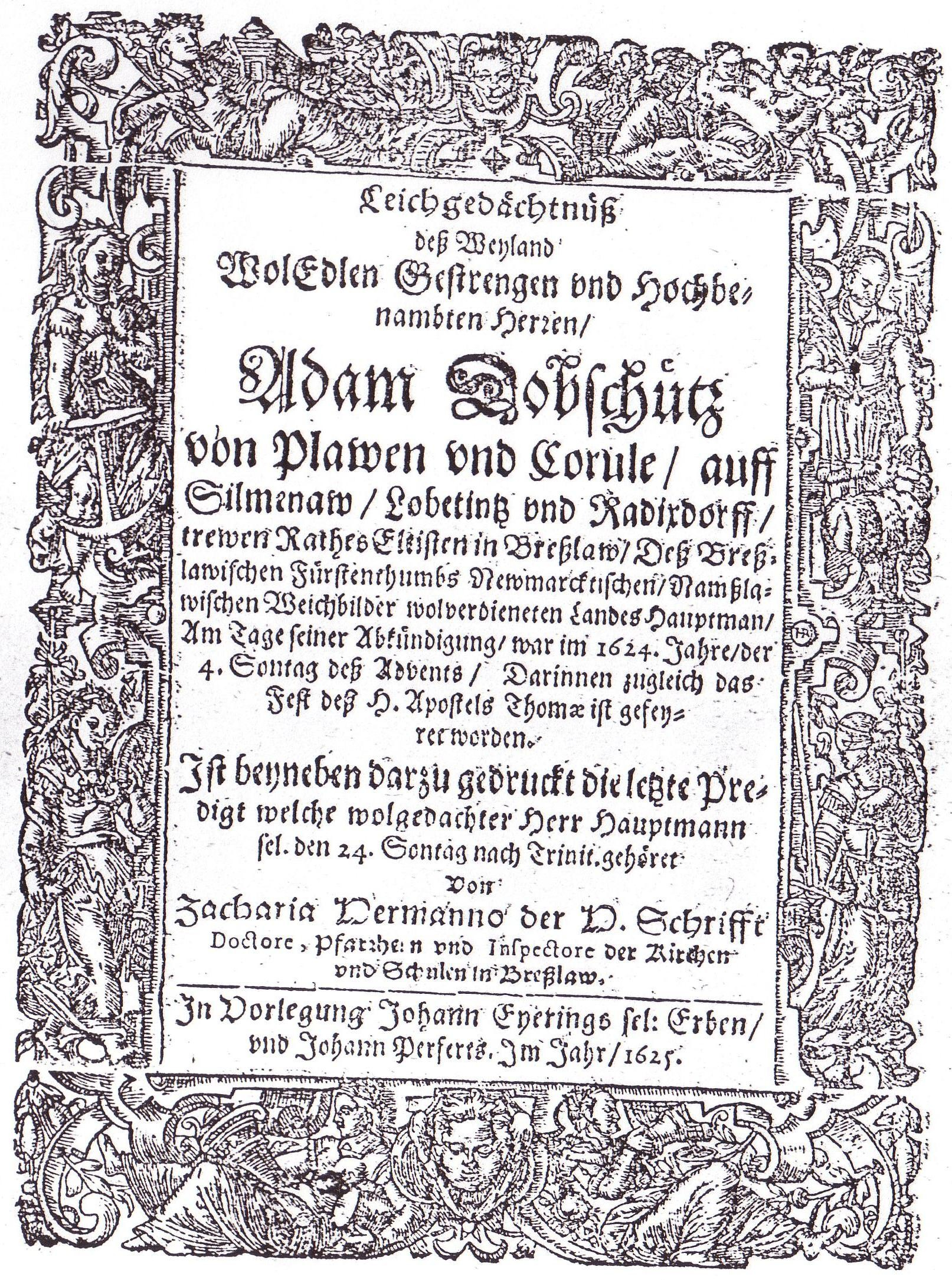
Leichgedächtnis von Pfarrer Dr. theol. Hermann Zacharias, Kirchen- und Schul-Inspektor von Breslau (1625)
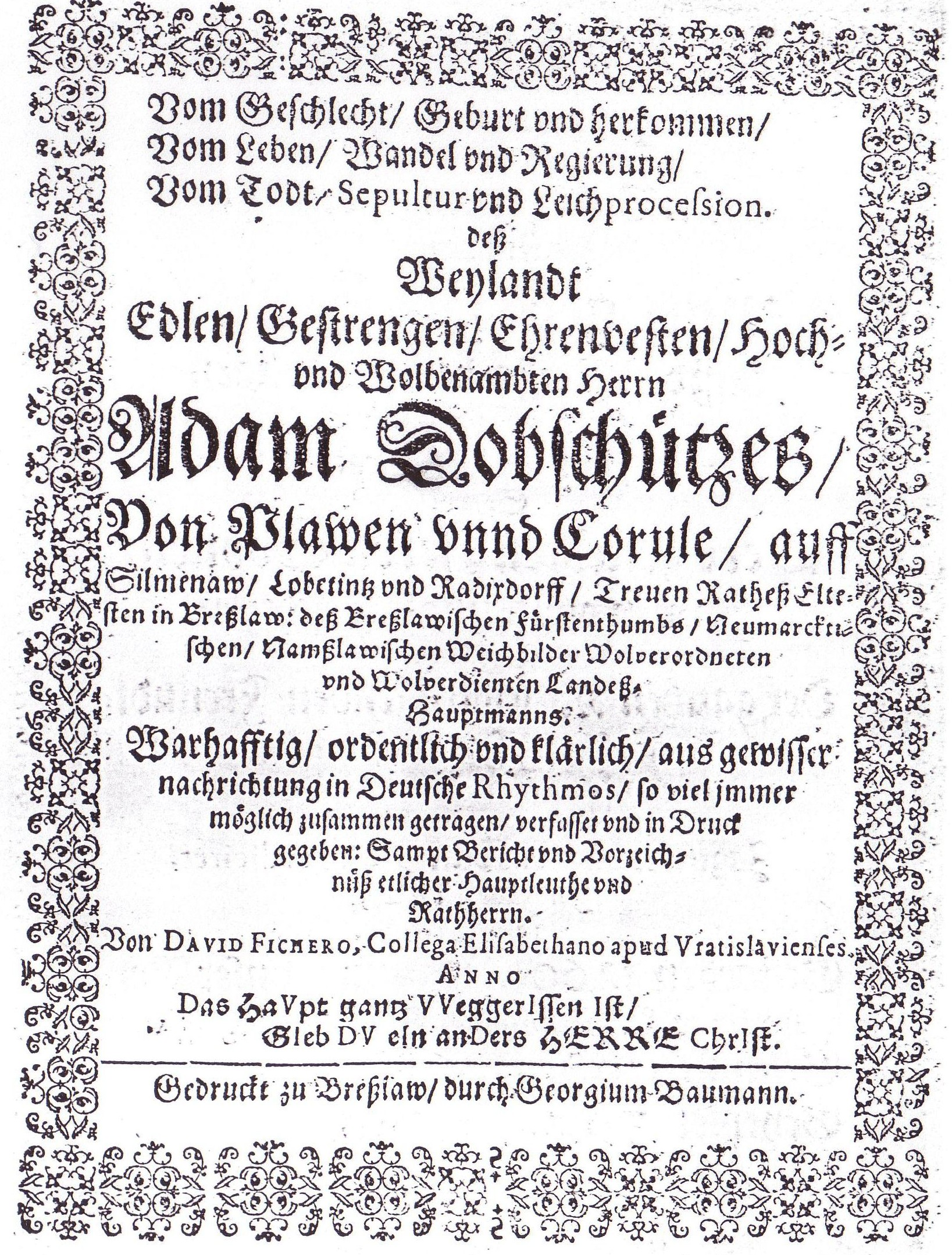
Huldigung von David Fischer für das Kollegium des Gymnasiums Elisabethanum zu Breslau
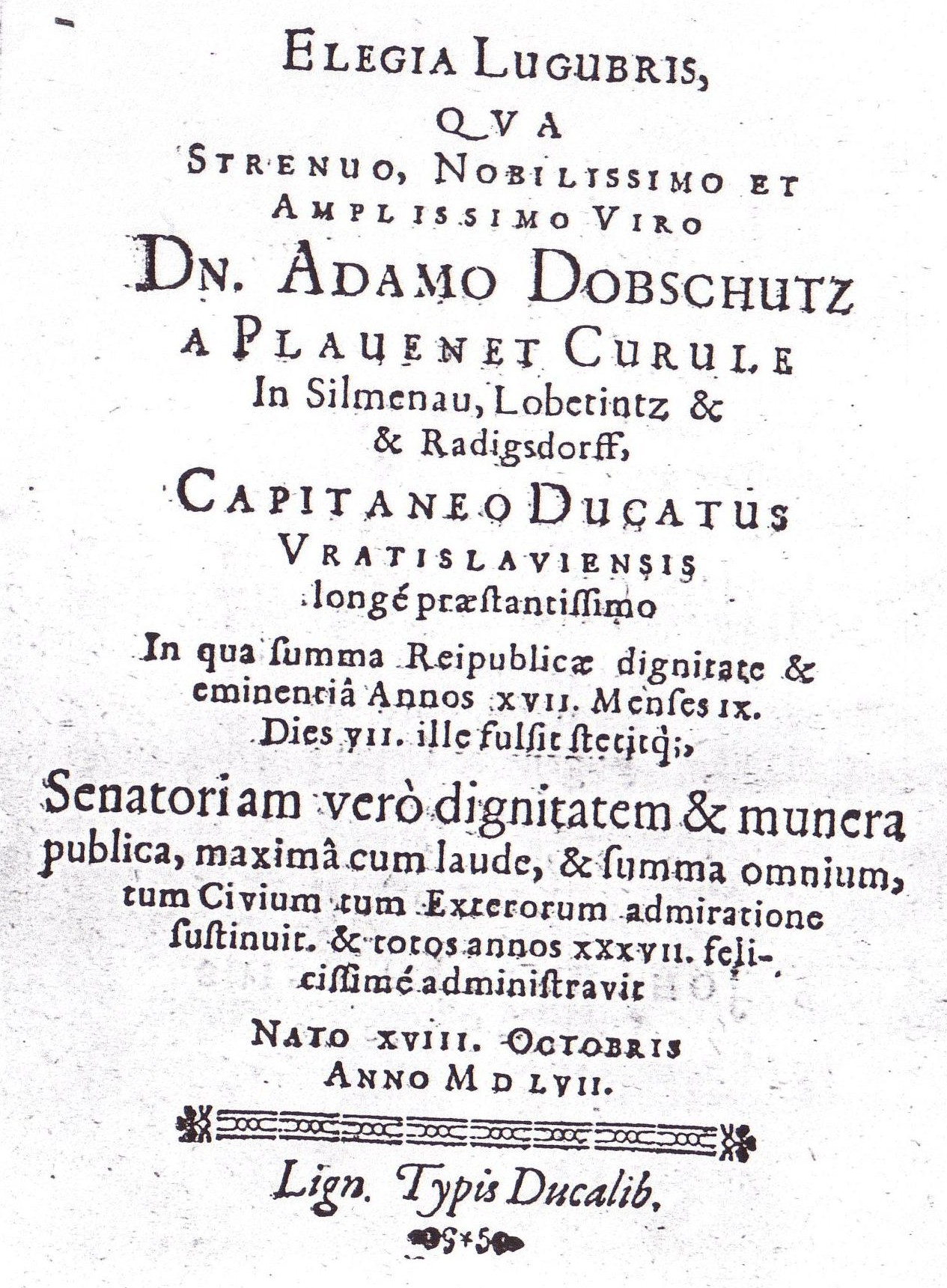
Lateinische Huldigung
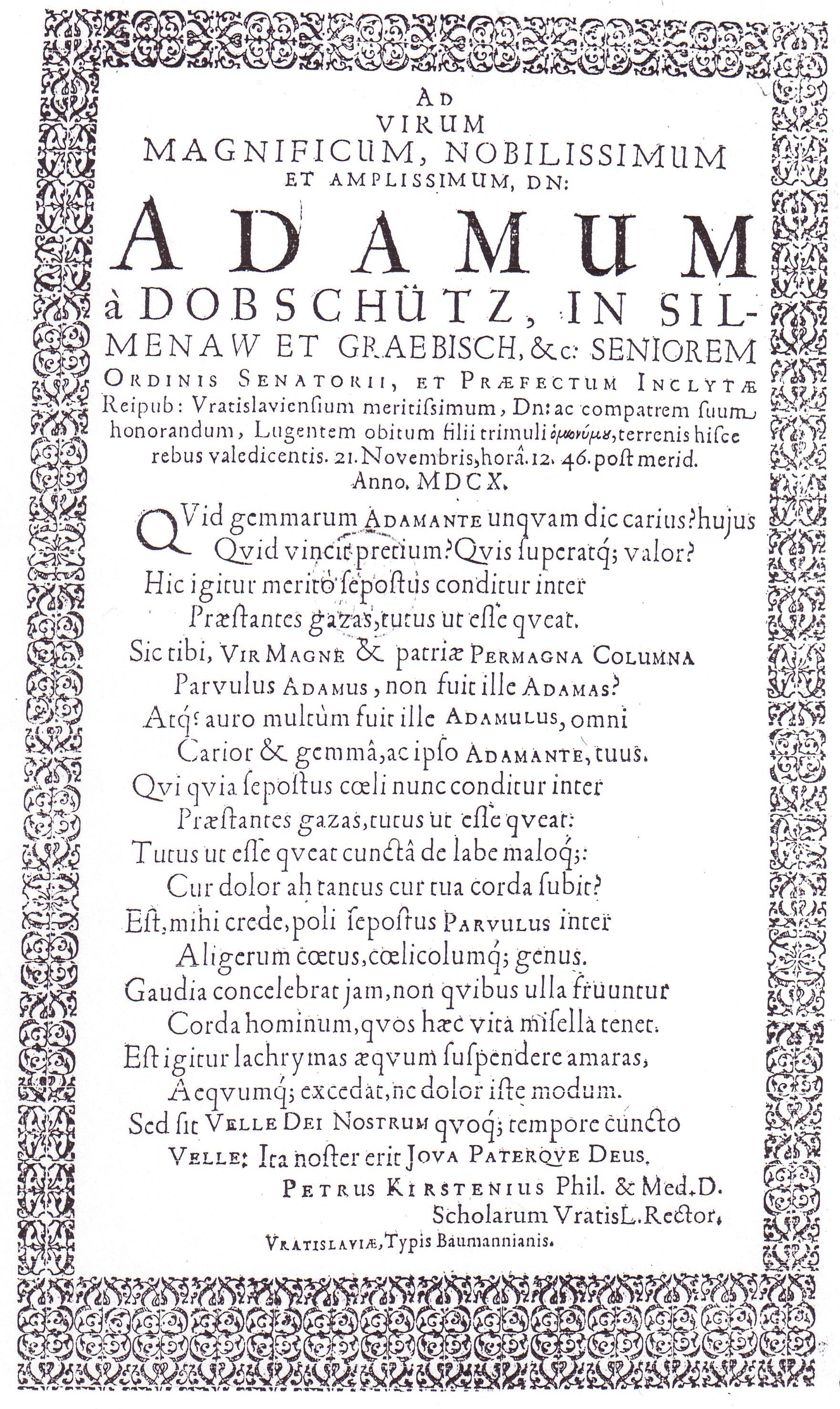
Huldigung von Dr.phil et med. Peter Kirsten, Rektor (Oberschulrat) aller Breslauer Schulen